# Mexiconyx hidalgoensis
Mexiconyx hidalgoensis är en mångfotingart som först beskrevs av Chamberlin 1922.  Mexiconyx hidalgoensis ingår i släktet Mexiconyx och familjen småjordkrypare. Inga underarter finns listade i Catalogue of Life.